# Білотин
Біло́тин — село в Україні, у Ізяславській міській громаді Шепетівського району Хмельницької області. Населення становить 230 осіб.

## Загальні відомості
Білотин — невелике мальовниче село, розташоване на півночі громади, за 21 км на північний захід від м. Ізяслав та за 118 км на північ від обласного центру, і за 5 км на південь від Хмельницької атомної електростанції. Через село протікає невеличка річка Гнилий Ріг, яка впадає у водосховище ХАЕС і є основним постачальником води для нього.
За переказами старожилів, у давнину село славилося білими глиняними тинами, звідси і походить назва села «Білотин» (білий тин). Село з усіх боків оточене лісом, переважно сосновим. Ліс і є основним джерелом прибутку людей. У селі діють пункти прийому ягід, грибів, лікарських трав. Ґрунти переважно підзолисті, мало придатні для сільського господарства. Вирощеного врожаю вистачає переважно на утримання сім'ї та невеликого господарства.
Післяперебудовні часи жорстоко вплинули на інфраструктуру села. Після розвалу колгоспу в селі Лютарка, частиною якого і був Білотин, село поступово стало занепадати, як і більшість сіл у ті часи і, мабуть, ще й дотепер.

## Історія
У 1850 році у Білотині, князем Яблоновським, була відкрита порцелянова фабрика. На початку 1860 року фабрику придбав купець Зуссман. У 1862 році річний обіг фабрики досяг 325 000 руб. У 1880 році підприємством керував Мойсей Шапіро. У 1884 році на фабриці працювало 15 робітників, а річний обіг становив 70 000 руб.
У 1906 році село Плужанської волості Острозького повіту Волинської губернії. Відстань від повітового міста 15 верст, від волості 10. Дворів 75, мешканців 710.
7 (20) листопада 1917 року, відповідно до Третього Універсалу Української Центральної Ради, увійшло до складу Української Народної Республіки.
12 червня 2020 року, відповідно до розпорядження Кабінету Міністрів України № 727-р «Про визначення адміністративних центрів та затвердження територій територіальних громад Хмельницької області», увійшло до складу Ізяславської міської територіальної громади.
19 липня 2020 року, в результаті адміністративно-територіальної реформи та ліквідації Ізяславського району, село увійшло до складу новоутвореного Шепетівського району

### Бібліотека
В 1952 році 20 серпня був побудований і відкритий клуб на 200 місць, в цьому ж приміщенні було відкрито і бібліотеку. На день відкриття бібліотеки книжковий фонд становив лише 1000 екземплярів і охоплювала лише 100 читачів, то на 2025 рік книжковий фонд становить 4236 екз. та читачів 250 читачів. 

## Символіка
Затверджена 6 жовтня 2015 р. рішенням № 4 XLIV сесії сільської ради VI скликання. Герб є промовистим.

### Герб
На зеленому щиті виходить срібний переплетений тин, поверх якого пурпурова квітка мальви з золотою серединкою. Срібна глава відділена соснопагоноподібно. Щит вписаний в золотий декоративний картуш і увінчаний золотою сільською короною. Внизу картуша напис «БІЛОТИН» і дата «1523».
Срібний (білий) тин — символ назви села. Мальва — одна з найвідоміших українських квіток. Сосновопагоноподібна глава — знак розташування села серед густих лісів. Корона означає статус поселення.

### Прапор
Квадратне полотнище розділене горизонтально на три рівновеликі смуги — зелену, переплетену у вигляді тина білу, і зелену.

## Галерея

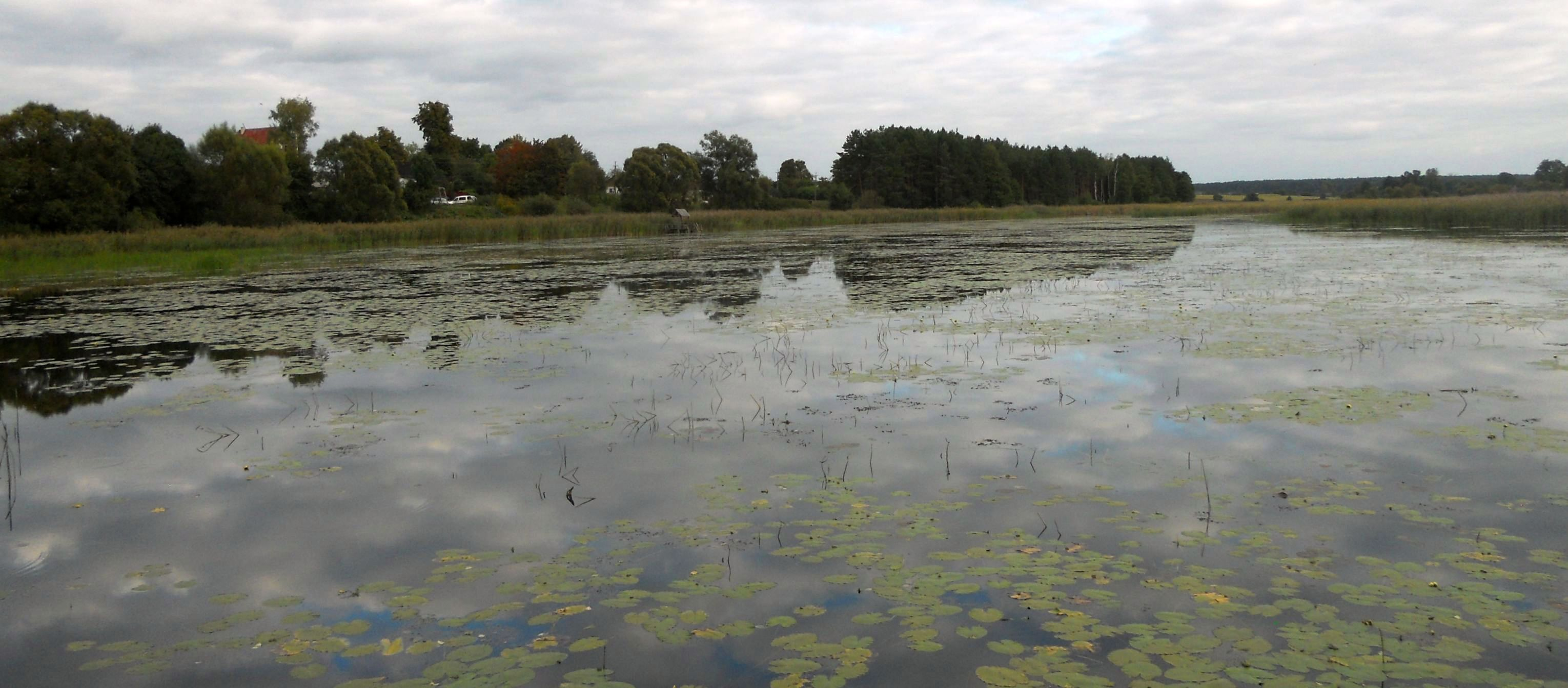
Ставок на річці Гнилий Ріг, яка впадає у водосховище ХАЕС
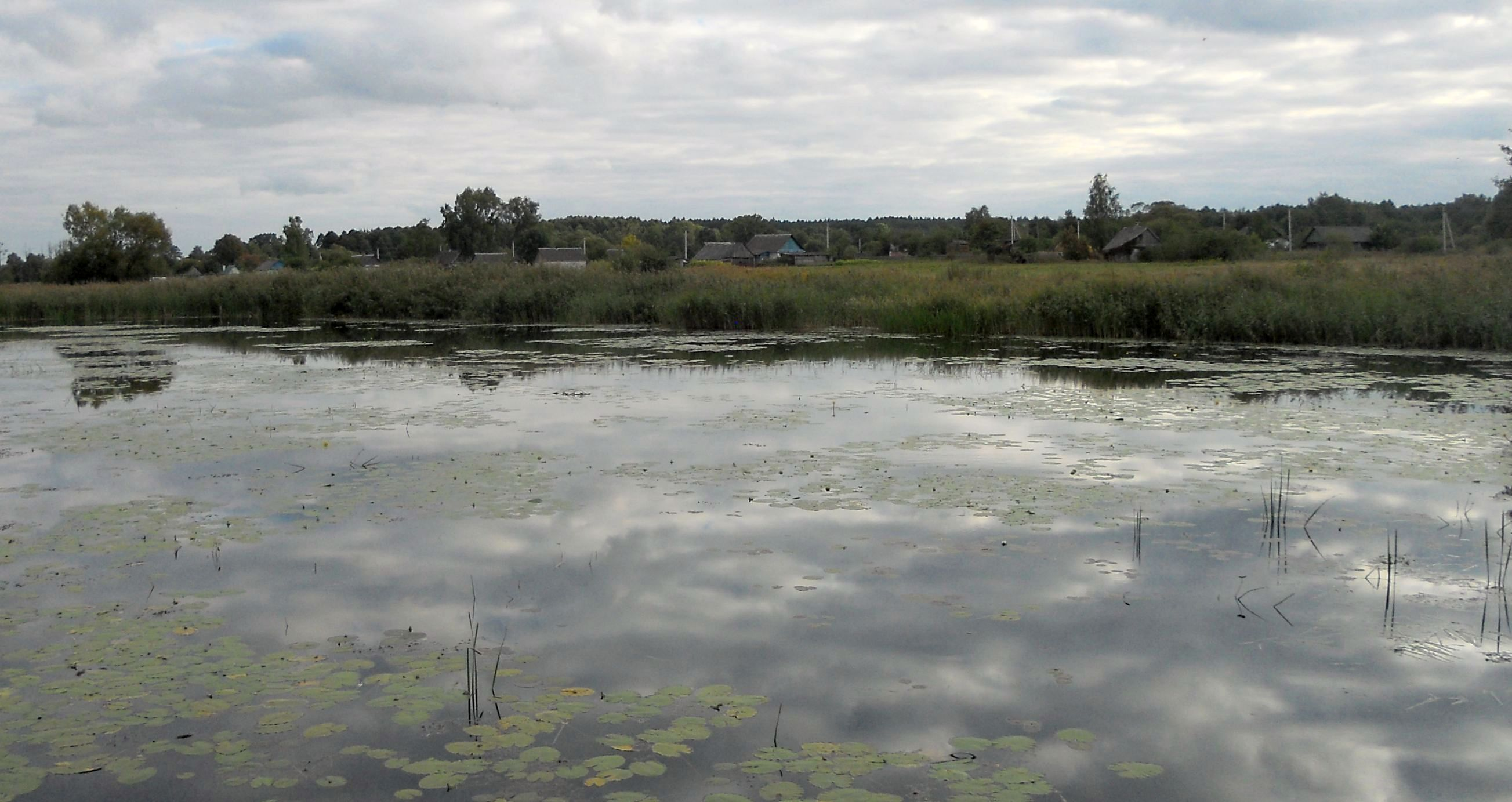
Вигляд з дамби на ставок.
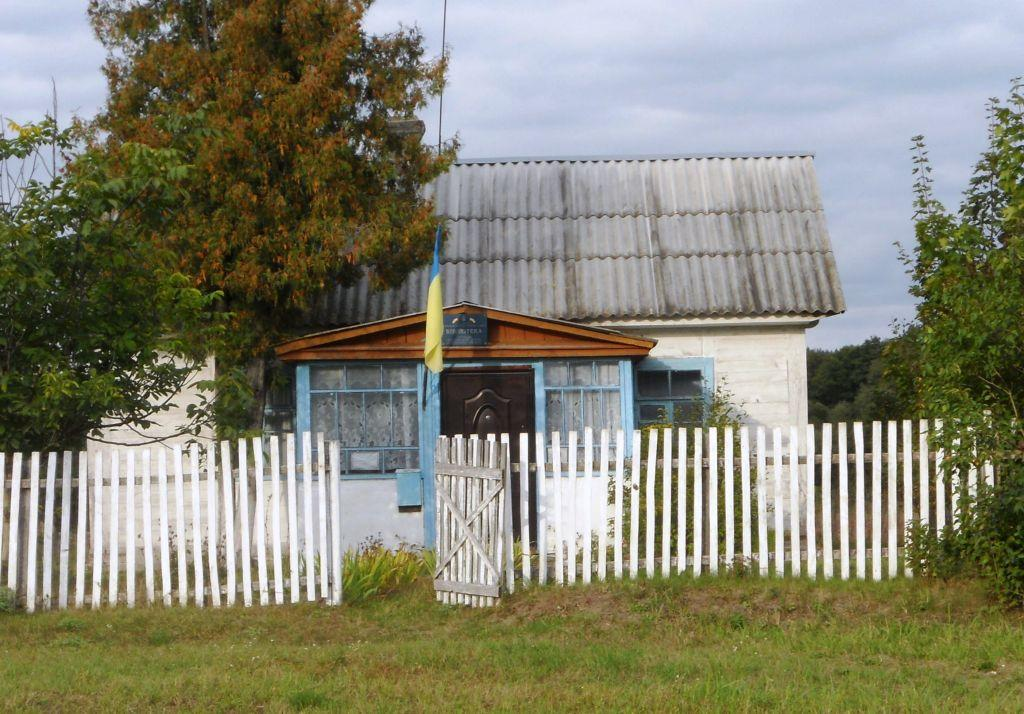
Сільська бібліотека.
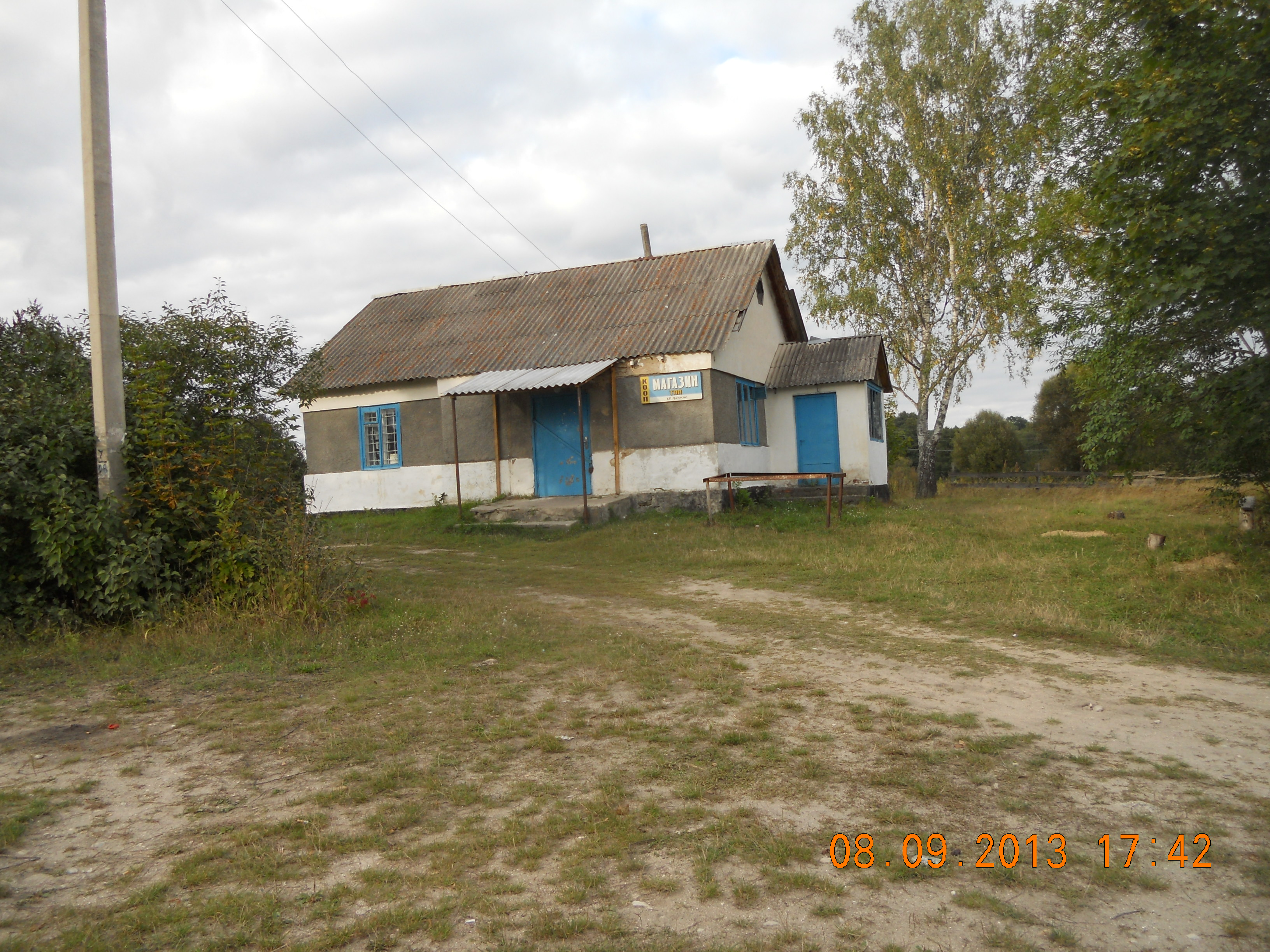
Сільський магазин.